# قارچ‌های کیترید
قارچ های کیترید که در شاخه‌ی کیتریدیومیکوتا (Chytridiomycota) رده بندی می‌شوند، در همه‌ی دریاچه ها و خاک ها وجود دارد و همان طور که در چند مطالعه‌ی اخیر متاژنومیک نشان داده شده است، ۲۰ کلاد جدید از کیتریدها در چاه‌های گرمابی و دیگر زیستگاه‌های آبی یافت شده‌اند. تعدادی از تقریباً ۱۰۰۰ گونه‌ی کیتریدها، تجزیه کننده‌اند، درحالی که بقیه انگل آغازیان، قارچ های دیگر، گیاهان یا جانوران هستند. کیتریدهای دیگری هم در روابط هم زیستی از نوع همیاری مهم هستند. به عنوان مثال، کیتریدهای بی هوازی که در لوله‌ی گوارشی گوسفندان و گاوها زندگی می‌کنند، به تجزیه‌ی مواد غذایی کمک کرده و به این وسیله سهم به‌سزایی در رشد جانوران دارند.

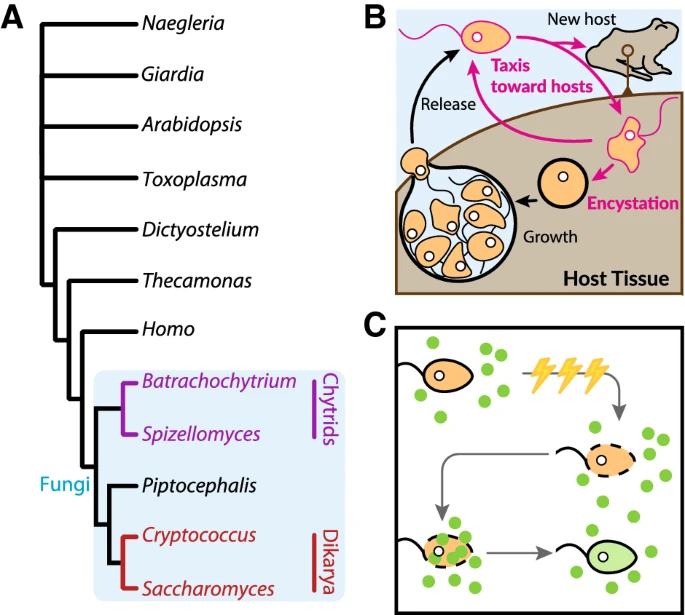
تولید مثل قارج های کیترید

شواهد مولکولی نشان می‌دهند که کیتریدها از اولین گروه‌های قارچ ها بودند که انشعاب یافتند. کیتریدها مانند دیگر قارچ ها دیواره‌ی سلولی از جنس کیتین دارند و نیز در برخی از آنزیم های حیاتی و مسیرهای متابولیکی یا سایر گروه‌های قارچی مشترک هستند. برخی کیتریدها با نخینه‌هایشان، کلنی هایی تشکیل می‌دهند، درحالی که گونه های دیگر آنان، تک‌سلولی‌های کروی‌شکل هستند. اما قارچهای دیگچه ای یا کریتیدیومایکوتا با تولید زئوسپورهای (Zoospores) تاژک دار می توانند حرکت کنند و به آن ها کیترید نیز می گویند.